# Bulbophyllum cavibulbum
Bulbophyllum cavibulbum là một loài phong lan thuộc chi Bulbophyllum.